# Närkes Kil
Närkes Kil (även bara Kil) är en småort i nordvästra Närke (Örebro kommun) och kyrkbyn i Kils socken belägen drygt en mil nordväst om Örebro och 4 km norr om sjön Tysslingen. Småorten är av SCB namnsatt till Kil. 
Byn är belägen på och kring Karlslundsåsen, som är en rullstensås, men omges i öster och väster av slättbygd. Utsikten mot väst och nordväst domineras av Kilsbergen.
Ortnamnet kan betyda "kilformat jordstycke". Kijl nämns första gången år 1301. 
I Närkes Kil finns Kils kyrka, en lanthandel och en F-6-skola.